# Crédit agricole Atlantique Vendée
 (mars 2015).
Le Crédit agricole Atlantique Vendée, officiellement Caisse régionale de crédit agricole mutuel Atlantique Vendée, est l'une des 39 caisses régionales du groupe Crédit agricole.
Elle est implantée dans la région Pays de la Loire, dans les deux départements suivants : la Loire-Atlantique et la Vendée.

## Métiers
Réseau bancaire :
- 178 points de vente en Loire-Atlantique et en Vendée
- 296 distributeurs automatiques
- 266 services points verts (services bancaires de base proposés par un commerce de proximité)
- 2 sites administratifs

## Organisation de la gouvernance de la caisse régionale

### Les caisses locales
Le Crédit agricole Atlantique-Vendée compte 69 caisses locales. Elles forment le socle du fonctionnement du groupe Crédit agricole.
Les sociétaires élisent ainsi, parmi eux, un millier d'administrateurs. En 2010, le Crédit agricole Atlantique-Vendée regroupe 341940 sociétaires. 
Les villes siège d'une caisse locale en 2010 :
- Loire-Atlantique : Châteaubriant ; Moisdon-la-Rivière, etc.
- Vendée : Challans ; Chantonnay ; Luçon, etc.

## Données financières
| Année                        | 2009 | 2010  | 2011  | 2012  | 2013  | 2014  |
| ---------------------------- | ---- | ----- | ----- | ----- | ----- | ----- |
| Produit net bancaire         | 389  | 413,7 | 407,7 | 422,4 | 468,9 | 424,1 |
| Résultat brut d'exploitation | 165  | 182,7 | 173,1 | 175,3 | 231,2 | 192,8 |
| Résultat net                 | 92   | 111,5 | 109,5 | 98,6  | 125,9 | 119   |

## Sources
- Site Crédit Agricole Atlantique Vendée
- Pacte coopératif et territorial